# Игор Иванов
Игор Сергеевич Иванов (на руски: И́горь Серге́евич Ивано́в) (роден на 23 септември 1945 г. в Москва) е съветски и руски дипломат (посланик), руски политик и министър на външните работи от 1998 до 2004 г.
В средата на 2007 г. се оттегля от политическата сцена и започва да се занимава с търговска, научна и изследователска дейност. Той е член и председател на Комитета по стратегии и инвестиции на ОАО „ЛУКОЙЛ“.
Той е също член на неправителствени организации и клубове, по-специално на Европейския съвет за толерантност и помирение, Надзорния съвет на Международния люксембургски форум за превенция от ядрени катастрофи.

## Ранни години
Игор Иванов е син на руснак и грузинка. През 1969 г. завършва Института за чужди езици „Морис Торез“ в Москва (Московски държавен лингвистичен университет). Постъпва в съветското външно министерство през 1973 г. и прекарва десет години в Испания. Завръща се в Съветския съюз през 1983 г. През 1991 г. става посланик в Мадрид.

## Образование
- Суворовско военно училище Москва (1963)
- Московски държавен институт за чужди езици „Морис Торез“ (1969)
- Доктор на историческите науки
- Професор в Московския държавен институт по международни отношения

## Биография
- 1969 – 1973 – изследовател в Института за световна икономика и международни отношения към Академията на науките на СССР
- 1973 – постъпва на работа в системата на съветското Министерство на външните работи
- 1973 – 1978 – втори секретар в 1-ва европейска дивизия на Министерството на външните работи, главен инженер на търговска мисия в Мадрид, първи секретар в Съветското посолство в Испания.
- 1978 – 1980 – съветник в Съветското посолство в Испания
- 1980 – 1983 – министър-съветник в Съветското посолство в Испания
- 1983 – 1984 – експерт 1-ви клас в Европейската дивизия на Министерството на външните работи
- 1984 – 1986 – съветник на групата в Министерството на външните работи, помощник на министъра на външните работи на СССР Едуард Шеварднадзе
- 1986 – 1987 – заместник-началник на отдел, ръководител на Генералния секретариат на Министерството на външните работи
- 1987 – 1989 – първи заместник-ръководител на Генералния секретариат на Министерството на външните работи на СССР
- 1989 – 1991 – началник на Генералния секретариат на Министерството на външните работи на СССР, член на съветското външно министерство, участва в изготвянето на споразумение за предаване на САЩ на акватория в Берингово море по разделителната линия Шеварднадзе – Бейкър
- 1991 – 1992 – извънреден и пълномощен посланик на СССР в Испания
- 1992 – 1995 – извънреден и пълномощен посланик на Русия в Испания
- 1995 – 1998 – първи заместник-министър на външните работи на Руската федерация
- 1998 – 2004 – министър на външните работи на Руската федерация
- 1998 – 2007 – постоянен член на Съвета за сигурност на Русия
- 2004 – 2007 – секретар на Съвета за сигурност на Русия

## Министър на външните работи
Назначен е за министър на външните работи на 11 септември 1998 г. Като руски външен министър Иванов е противник на военните действия на НАТО в Югославия. Той е против американската инвазия в Ирак. Играе ключова роля в постигането на споразумение между грузинския президент Едуард Шеварднадзе и опозиционните партии по време на Революцията на розите в Грузия през 2003 г.
През 2004 г. Иванов е наследен на поста външен министър от Сергей Лавров и е назначен от президента Владимир Путин за секретар на Съвета за сигурност на Русия. Подава оставката си от Съвета за сигурност на 9 юли 2007 г. На 18 юли президентът Путин приема оставката му и назначава ветерана от КГБ Валентин Соболев на негово място.

## Обществена дейност
През юни 2010 г. И. Иванов е избран за член на съвета на общественото движение „За модернизация.ру“

## Награди
- Герой на Руската федерация (1999)[3]
- Орден за заслуги II степен (1999)
- Орден за заслуги IV степен (1996)[4]
- Почетен орден (1988)
- Орден „Сан Карлос“ („Голям кръст“, 2001, Колумбия)[5]
- Орден на приятелството (2001, Виетнам)
- Орден „Св. княз Владимир“ II степен (2003, РПЦ)[6]
- Паметен медал „Горчаков“ (2005, МВнР на Русия)[7]
- Медал „850-а годишнина на Москва“
- Почетен служител на дипломатическата служба на Руската федерация (2003)

## Публикации
През 2002 г. публикува книгата „Десет години външна политика на нова Русия“.